# En remorquant Jéhovah
En remorquant Jéhovah (titre original : Towing Jehovah) est un roman de James Morrow publié en 1994. Il a obtenu le Prix World Fantasy du meilleur roman en 1995.